# (12053) Turtlestar
(12053) Turtlestar (1997 PK2) – planetoida z pasa głównego asteroid okrążająca Słońce w ciągu 3,65 lat w średniej odległości 2,37 j.a. Odkryta 9 sierpnia 1997 roku.